# Grande synagogue de Iași
La grande synagogue de Iași est l'un des deux lieux de culte juif en activité à Iași (Roumanie) pour la petite communauté juive en déclin. La synagogue est située au 1 rue des Synagogues, au nord du centre-ville, rue où se trouvaient avant la Seconde Guerre mondiale, huit autres synagogues et qui faisait partie alors du vieux quartier juif de Targu Cucului. Elle a été édifiée entre 1657 et 1671, et est le plus ancien édifice religieux juif en Roumanie toujours en activité. 
La grande synagogue de Iași a été inscrite sur la liste des monuments historiques de Iași en 2004, sous le numéro IS-II-m-B-04057.  
Devant la synagogue a été érigé un obélisque à la mémoire des victimes du pogrom de Iași  des 28 et 29 juin 1941. L'obélisque est lui aussi inscrit depuis 2004 sur la liste des monuments historiques de Iași sous le numéro IS-III-mB -04301.

## Historique
La grande synagogue de Iași a été construite entre 1657 et 1671 à l'emplacement de l'ancien monastère Aron Voda, probablement à l'initiative  du rabbin Nathan ben Moses Hannover, le chef religieux de la communauté juive de Iași dans les années 1660, et auteur du Yeven Mezullah. En 1666, Alexandru IV Iliaș, prince de Moldavie, accorde une charte à la communauté juive de Iași, confirmant le droit aux Juifs locaux d'ouvrir une école et d'avoir une synagogue. 
Le prince moldave Dimitrie Cantemir (1673-1723), philosophe et écrivain, écrit dans sa Description de la Moldavie (1714-1716) que les Juifs « peuvent bâtir leur synagogue là où ils le désirent, mais pas en pierre, et en n'utilisant que du bois », il est donc vraisemblable que la grande synagogue de Iași ait été initialement construite en bois, comme c'était d'ailleurs le cas pour de nombreuses églises orthodoxes, avant d'être ultérieurement reconstruite en maçonnerie. Il était également interdit que les lieux de culte juifs dépassent en hauteur la cathédrale métropolitaine, et comme les lois juives mentionnent que la synagogue doit être le plus haut bâtiment du quartier, la synagogue a été construite en partie enterrée dans le sol.
Selon la tradition, la synagogue existe sur cet emplacement pendant le règne de Mihai Racoviță (1703-1705, 1707-1709 et 1716-1726), et est alors entourée d'un cimetière juif. Une inscription en hébreu sur le mur sud atteste que la synagogue a été rénovée en 1761. En 1822, un incendie endommage sérieusement l'intérieur de la synagogue, et les peintures et les menuiseries doivent être restaurées. Une nouvelle série de travaux de restauration est effectuée en 1914.
En 1939, la grande synagogue est l'un des 112 lieux de culte juif de Iași regroupés en communautés, avec la synagogue Merarilor, la synagogue Cismarilor, etc. 
Pendant le régime communiste (1948-1989), la plupart des synagogues de Iași sont démolies pour construire à la place des bâtiments d'habitation. Actuellement la grande synagogue est l'un des deux seuls lieux de culte juif à Iasi où se déroulent des services religieux. Pendant de nombreuses années, la communauté juive de Iași n'a pas eu de rabbin, et les services religieux étaient célébrés par un membre de la communauté connaissant les prières.  
Endommagée lors du tremblement de terre du 4 mars 1977, la grande synagogue de Iasi est réparée à l'initiative du grand-rabbin Dr Moses Rosen, président de la Fédération des communautés juives de Roumanie et par les soins de Simion Caufman, président de la communauté juive de Iași. Deux plaques de marbre ont été fixées au-dessus de l'entrée, l'une avec une inscription en roumain et la seconde avec une inscription en hébreu indiquant : 
«  Souvenir éternel. Cette synagogue inaugurée en 1671, en remplacement d'une synagogue de 1580, a été restaurée après le tremblement de terre du 4 mars 1977 à l'initiative de Son Éminence Dr Moses Rosen, grand-rabbin et président de la Fédération des communautés juives de Roumanie et par les soins et le dévouement du M. Pharmacien Dr Simion Caufman, pharmacien, président de la communauté juive de Iași. »

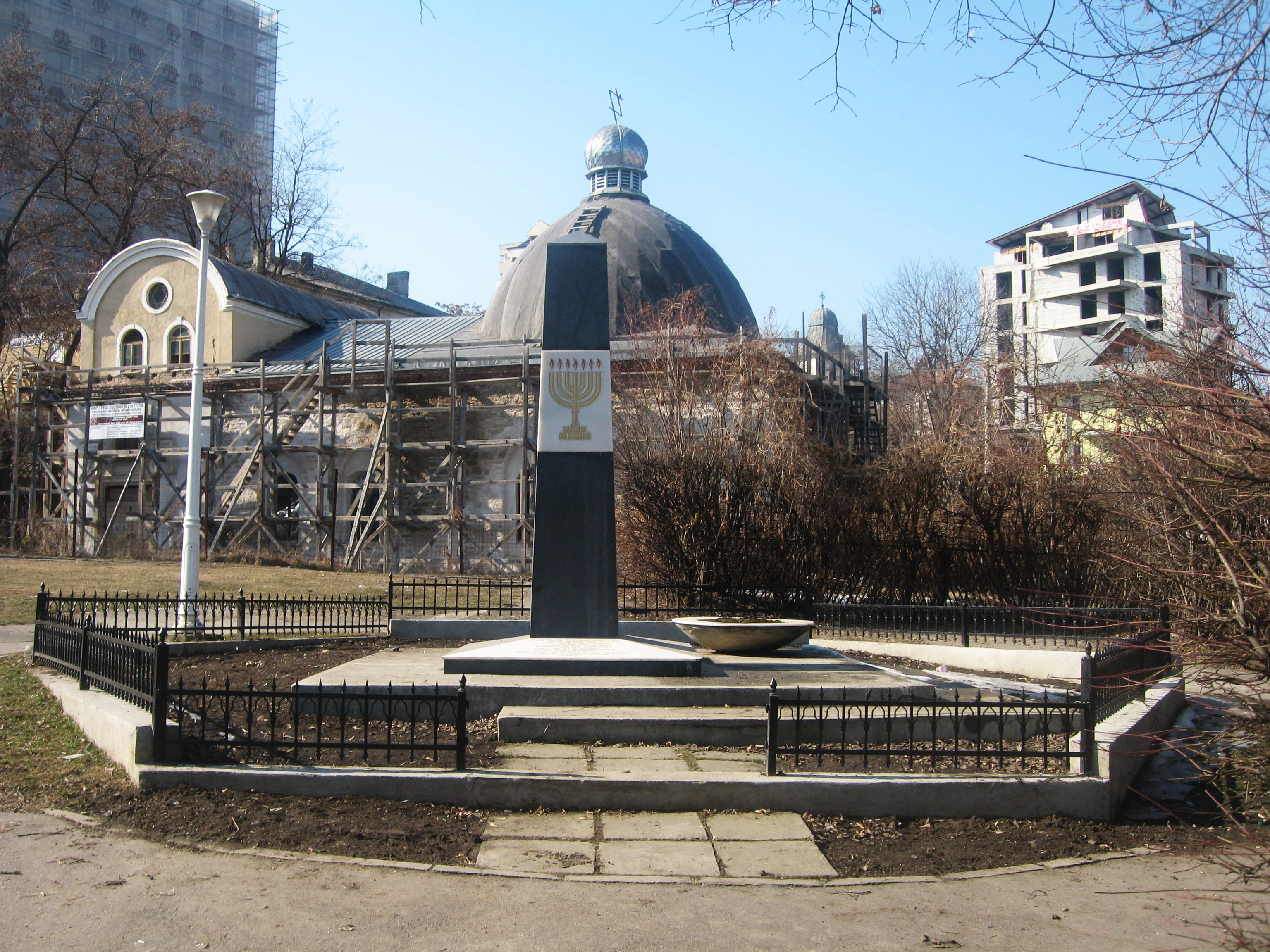
Monument à la mémoire des victimes du pogrom de Iași

Dans la liste des synagogues de Roumanie publiée en 2008 par la Fédération des communautés juives de Roumanie dans Seventy years of existence. Six hundred years of Jewish life in Romania. Forty years of partnership FEDROM – JOINT (Soixante-dix ans d'existence. Six cents ans de vie juive en Roumanie. Quarante ans de partenariat FEDROM-JOINT), la grande synagogue est répertoriée comme une synagogue en activité.   
En face de la grande synagogue de Iași, a été inauguré en 1976 un obélisque érigé à la mémoire des victimes du pogrom du 28 et 29 juin 1941. Le monument est aussi inscrit comme monument historique sous le numéro  IS-III-mB-04301. Une plaque de marbre fixée sur l'obélisque porte l'inscription en roumain: « À la mémoire des victimes du pogrom fasciste de Iași des 28 et 29 juin 1941 ».

## Restauration de la synagogue
En 2004, Sorin Minghiat de l'Institut national des Monuments historiques de Bucarest, rédige un rapport à l'attention de la Commission européenne, dans lequel il indique l'état déplorable du bâtiment. Son récapitulatif est particulièrement éloquent: 
« L'édifice est important pour sa valeur architecturale, urbanistique et mémorial, car il contribue à la définition spatiale de la zone historique de Târgul Cucului, un ancien quartier juif. Le bâtiment est un élément ostensible de l'environnement bâti de Ia ville de Iași, et en même temps représente un élément précieux de l'héritage culturel juif.
 Actuellement, l'édifice présente de sérieux dommages structurels: craquelures et fissures dans les murs et le système de voussure, pourriture (putréfaction) de la charpente et de la structure de la coupole en bois, exfoliation de la pierre dans les fondations et les murs, altération des éléments de finition. »

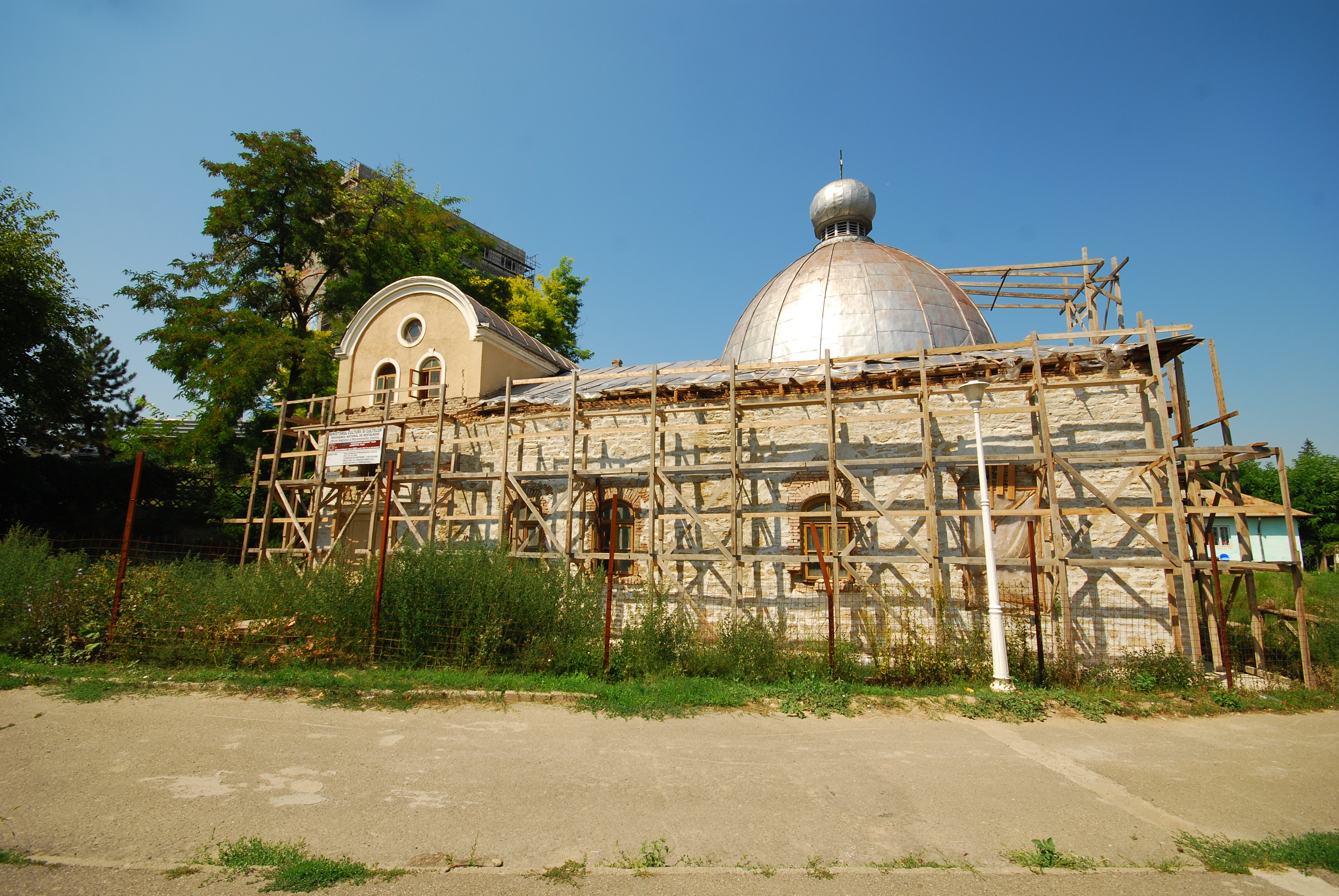
L'état des travaux au 18 août 2009

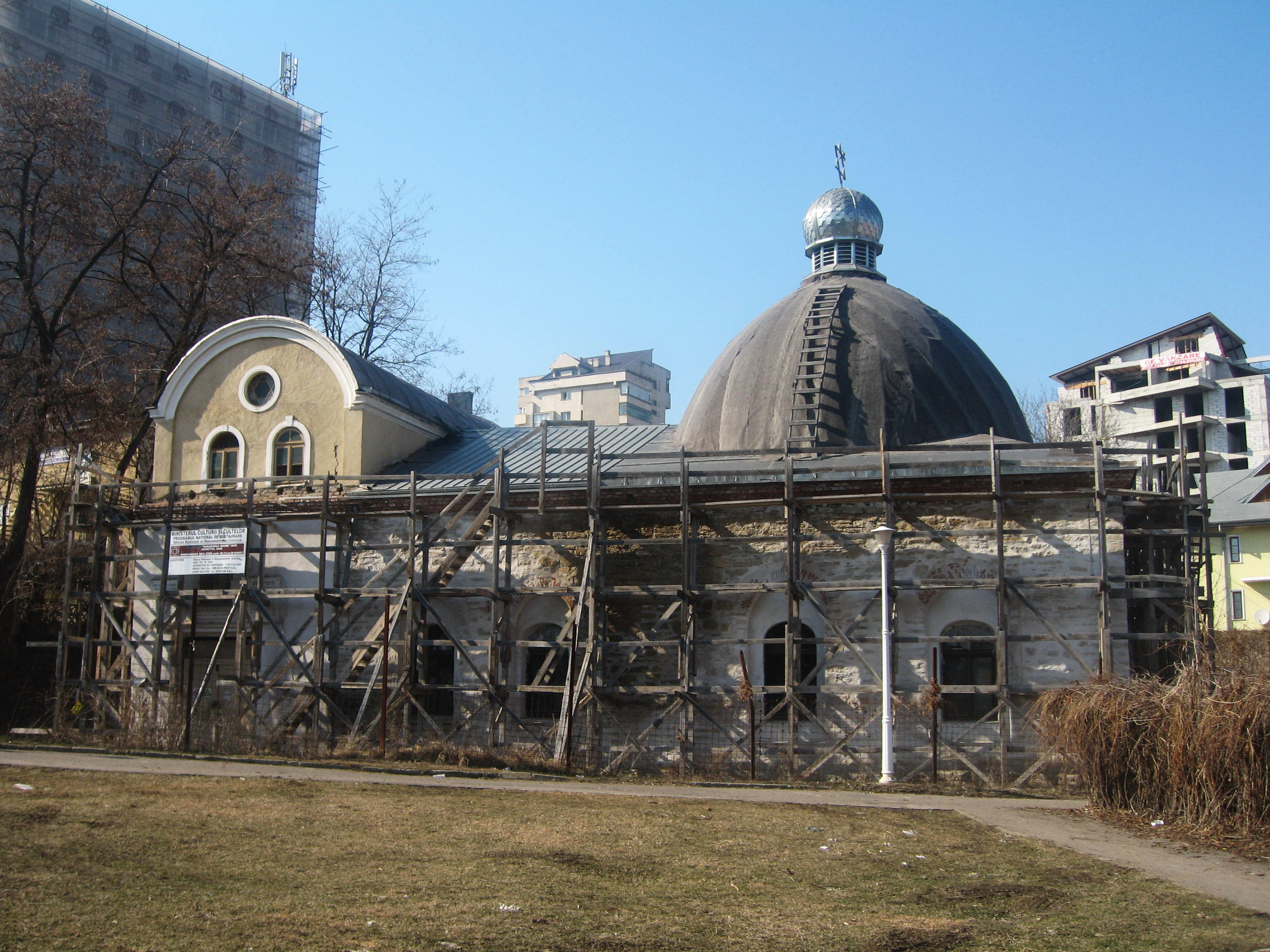
L'état des travaux au 18 mars 2012

En 2008 débutent des travaux importants de restauration de la synagogue. Pendant ces travaux, la synagogue est fermée, et les cérémonies religieuses sont célébrées dans une petite salle aménagée près du restaurant situé dans l'immeuble de la communauté juive où ont été transférés les rouleaux de Torah et les livres de prières. Les offices se déroulent quatre fois par semaine, le lundi et le jeudi à 8h30 ainsi que le vendredi soir et le samedi, sous réserve de la participation d'au moins dix hommes pour former le Miniane. 
En septembre 2013, le président de la communauté juive de Iași, Abraham Ghiltman, indique que l'Institut national du patrimoine va investir au total la somme de 2,65 millions de lei (hors TVA) pour la restauration de la synagogue :
« Selon les documents publiés dans le système électronique des marchés publics (PSDA), le bâtiment est en mauvais état en termes de stabilité structurelle. Ceci est dû à des facteurs externes, tels que les effets sismiques antérieurs, l'infiltration d'eau dans le sol, le concept structurel empirique, la mauvaise exécution de certains détails, la non intervention en temps opportun qui ont conduit à l'aggravation des problèmes. »

## Architecture de la synagogue
La grande synagogue de Iași est une construction en pierre et en brique, avec des murs d'un mètre d'épaisseur, entourée d'un petit jardin.  Sa hauteur est de 22 m et le rez-de-chaussée est partiellement enfoui dans le sol. Les fenêtres sont à arc en plein cintre au premier étage, et à arc surbaissé aux rez-de-chaussée.  De l'extérieur, l'édifice est caractérisé sur le côté est par un dôme important hémisphérique, surmonté d'un lanterneau sphérique couronné d'une étoile de David, tandis qu'à l’ouest, le corps de bâtiment à deux niveaux, où est située la porte d'entrée, est couvert d'un toit en forme de demi-tonneau, perpendiculaire à l'axe principal de la synagogue. Le dôme a été ajouté au bâtiment au début du XXe siècle. Le toit est en zinc.
Le bâtiment présente des éléments de décoration appartenant au rite séfarade et au rite ashkénaze. Le style architectural et décoratif éclectique, avec de fortes influences baroques est assez typique des bâtiments religieux de Bohême, Pologne et  Russie de l’époque. Le bâtiment est resté pratiquement inchangé depuis la fin du XVIIIe siècle. Le hall d’entrée de la synagogue se situe environ un mètre en dessous du niveau de la rue. On descend encore quelques marches pour pénétrer dans la salle principale, la salle de prière, de style baroque, qui se compose d’une nef voûtée, séparée en deux par une arche centrale sous laquelle est placée la Bimah encadrée par d'imposants lustres. La salle possède sur chaque côté latéral, au nord et au sud, deux séries de deux fenêtres.  Au-dessus du hall d’entrée, se situe la pièce réservée pour les femmes donnant sur la salle de prière. Depuis les années 1980, cet espace est occupé par une petite exposition présentant la vie juive à Iași. Tous les murs de la salle de prière sont peints en blanc, à l'exception du mur est, qui est presque entièrement couvert par l'Arche sainte. Cette Arche a été rénovée en 1866 et est richement décoré avec de petites colonnes, avec de somptueuses décorations en bois sculpté peint en noir, rouge et vert, et dominée par les sculptures d'aigles en bois doré, avec des portes en bois dorés avec des motifs floraux stylisés. Le placard où sont enfermés les rouleaux de Torah est caché par un Parokhet (rideau) en velours rouge avec autour des parements en soie dorée, et en son centre une représentation des Tables de la Loi surmontée d'une couronne et encadrée par deux lions. L'Arche Sainte est séparée du reste de la salle par une grille en fer forgé. 
La partie ouest de la salle principale est voûtée, tandis qu’à l’est se trouve la grande coupole hémisphérique de 10 mètres de diamètre.  